# Fons Jacobs
Alphonsus Antonius Martinus (Fons) Jacobs (Veghel, 25 april 1948) is een Nederlands politicus van het CDA.
Jacobs heeft Algemene Economie gestudeerd aan de Universiteit van Tilburg en daarna heeft hij acht jaar in Den Haag gewerkt bij het Ministerie van Volkshuisvesting, Ruimtelijke Ordening en Milieubeheer (VROM). In 1986 werd hij burgemeester van Nederweert, in 1994 volgde zijn benoeming tot burgemeester van Brunssum en van 2002 tot 2012 was hij de burgemeester van Helmond. Per 1 november 2012 heeft hij het burgemeesterschap neergelegd, waarna Elly Blanksma-van den Heuvel hem opvolgde.
Jacobs is gedurende zijn politieke carrière veelvuldig in verband gebracht met belangenverstrengeling bij vastgoedtransacties. Verder kwam Jacobs in het nieuws toen hij in november 2010 en januari 2011 samen met zijn echtgenote moest onderduiken, nadat hij met de dood was bedreigd vanwege een aangelegenheid met een coffeeshop. Hij moest zelfs enige tijd met zijn vrouw onderduiken in het buitenland. In maart 2011 werd in verband met het onderduiken, het functioneren van Jacobs ter discussie gesteld in het college van Helmond.